# Усалка
Усалка — река в России, протекает по Ярковскому району Тюменской области. Устье реки находится в 236 км от устья реки Тобол по левому берегу. Длина реки составляет 13 км.
Высота устья — 42 м над уровнем моря.

## Данные водного реестра
По данным государственного водного реестра России относится к Иртышскому бассейновому округу, водохозяйственный участок реки — Тобол от впадения реки Исеть до устья без рек Тура, Тавда, речной подбассейн реки — Тобол. Речной бассейн реки — Иртыш.
Код объекта в государственном водном реестре — 14010502612199000000110.